# 最悪の形態の児童労働の禁止及び撤廃のための即時の行動に関する条約
最悪の形態の児童労働の禁止及び撤廃のための即時の行動に関する条約（さいあくのけいたいのじどうろうどうのきんしおよびてっぱいのためのそくじのこうどうにかんするじょうやく、英語: Convention Concerning the Prohibition and Immediate Action for the Elimination of the Worst Forms of Child Labour、略称：最悪の形態の児童労働の禁止等に関する条約、ILO第182号条約）は、国際労働機関（ILO）によって1999年に採択された条約である

## 概要
この条約に批准する加盟国は、緊急に処理を要する事項として、最悪の形態の児童労働の禁止及び撤廃を確保するため即時のかつ効果的な措置をとることとされている（1条）。「最悪の形態の児童労働」とは、次に掲げるものから成るとされている（3条）。
- 児童の売買及び取引、負債による奴隷及び農奴、強制労働（武力紛争において使用するための児童の強制的な徴集を含む。）等のあらゆる形態の奴隷制度又はこれに類する慣行
- 売春、ポルノの製造又はわいせつな演技のために児童を使用し、あっせんし、又は提供すること
- 不正な活動、特に関連する国際条約に定義された薬物の生産及び取引のために児童を使用し、あっせんし、又は提供すること
- 児童の健康、安全若しくは道徳を害するおそれのある性質を有する業務又はそのようなおそれのある状況下で行われる業務

この条約は、ILO中核的労働基準の1つであり、ILOの歴史の中で、最も速いペースで批准が進んだ。
日本では、2001年（平成13年）6月6日に国会承認、同年6月15日に批准の閣議決定、同年6月18日に批准書寄託が行われ、同年6月20日に公布（平成13年条約第7号）及び告示（平成13年外務省告示第176号）が行われ、翌2002年（平成14年）6月18日に効力が発生した。
ILOの児童労働撤廃国際計画（IPEC）は、各国の支援と遵守状況の監視を担当しており、各国の支援のために期限付き計画（en:Time-bound programmes for the eradication of the worst forms of child labour）が用いられている。
ILOは、この条約の採択と同時に、「1999年の最悪の形態の児童労働勧告」（ILO第190号勧告）を発出することによって、この条約を補足し、条約に規定される行動計画の目的、危険な業務の種類を決定する際の考慮事項、条約の実施に関する手引きを提供している。
この条約は、2020年8月4日にトンガが批准書を寄託したことによって、ILO条約が全加盟国によって批准された初めてのケースとなり、国際連合の長い歴史の中で最も早く批准された条約となった。

## 目的
児童労働の撤廃は、ILOの主要目標のひとつであった。 国連の機関によると、世界中で1億5200万人の子どもがこの条約の影響を受けており、その半数近くが危険な労働に従事している。児童労働のほとんどは、農業部門で行なわれており、その主な原因は、貧困と親が直面する困難である。この条約は、奴隷制、強制労働、人身売買を含む最悪の形態の児童労働を禁止し、その撤廃を支持している。この条約は、武力紛争における児童の利用、売春やポルノ、麻薬取引などの違法行為、危険な労働を禁止している。ILOによれば、批准率が高まり、各国が雇用最低年齢を含む法律や政策を成立させたことによって、2000年から2016年の間に、児童労働の割合は約40％減少したとされている。

## 批准
条約に批准した国のうち、いくつかの非大都市圏の地域には、条約が適用されていない。
| 国               | 非大都市圏地域                                                                                             |
| ---------------- | --- |
| オーストラリア   | ノーフォーク島                                                                                             |
| デンマーク       | フェロー諸島、 グリーンランド                                                                              |
| フランス         | フランス領ポリネシア、 ニューカレドニア、フランス領南方・南極地域                                          |
| オランダ王国     | シント・マールテン、ボネール、シント・ユースタティウスおよびサバ                                           |
| ニュージーランド | トケラウ                                                                                                   |
| アメリカ         | アメリカ領サモア、 グアム、 北マリアナ諸島、 プエルトリコ、 アメリカ領ヴァージン諸島                       |
| イギリス         | アンギラ、 バミューダ諸島、 イギリス領ヴァージン諸島、 ジブラルタル、 マン島、 ジャージー島、 モントセラト |